# Hydrellia idolator
Hydrellia idolator är en tvåvingeart som beskrevs av Deonier 1971. Hydrellia idolator ingår i släktet Hydrellia och familjen vattenflugor. Inga underarter finns listade i Catalogue of Life.